# Fissidens hoeegii
Fissidens hoeegii är en bladmossart som beskrevs av Potier de la Varde 1932. Fissidens hoeegii ingår i släktet fickmossor, och familjen Fissidentaceae. Inga underarter finns listade i Catalogue of Life.